# Brevipalpus hamzaii
Brevipalpus hamzaii är en spindeldjursart som beskrevs av Hasan, Wakil, Bashir och Kae Kyoung Kwon 2005. Brevipalpus hamzaii ingår i släktet Brevipalpus och familjen Tenuipalpidae. Inga underarter finns listade.